# Prunicythere
Prunicythere is een geslacht van kreeftachtigen uit de klasse van de Ostracoda (mosselkreeftjes).

## Soorten
- Prunicythere amygdaloidea Hu & Tao, 2008
- Prunicythere apiumalia Hu & Tao, 2008